# 夜の子供たち
『夜の子供たち』（原題: Les Voleurs）は、1996年製作のフランスの映画。第49回カンヌ国際映画祭上映作品。

## キャスト
- マリー：カトリーヌ・ドヌーヴ
- アレックス：ダニエル・オートゥイユ
- ジュリエット：ロランス・コート（フランス語版）
- ジミー：ブノワ・マジメル